# Omeisaurus
Az Omeisaurus (nevének jelentése 'Omei-gyík') a sauropoda dinoszauruszok egyik neme, amely a középső jura korban (a bath-callovi korszakban) élt a mai Kína területén. Neve lelőhelyére, az Omej-hegy (Emei-hegy)re utal, mivel a maradványai a Sahszimiao (Shaximiao)-formáció alsó részéről, Szecsuan tartományból kerültek elő.

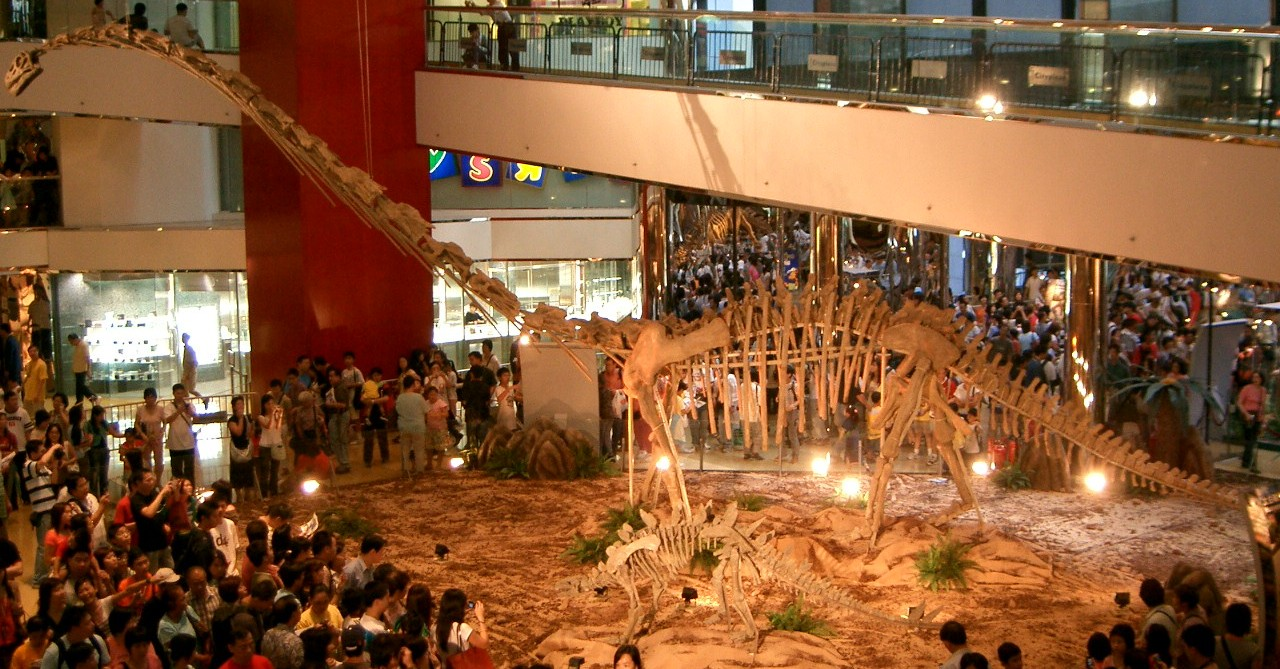
Az Omeisaurus tianfuensis fosszíliája Hongkongban

A többi sauropodához hasonlóan az Omeisaurus nagyméretű növényevő volt. A hossza 20–20,2 méter,a tömege pedig 9.8–11,8 tonna lehetett.
Az Omeisaurusról először 1939-ben készítettek leírást. Nevét a szentként tisztelt Omejsian (Omeishian) hegyről kapta, melyen első fosszíliáit megtalálták. Az Omeisaurus legtöbb maradványát az 1970-es és 1980-as évek során, a nagy „kínai dinoszauruszláz” idején fedezték fel. Hat Omeisaurus fajt neveztek el, az O. junghsiensist, az O. changshouensist, az O. fuxiensist, az O. tianfuensist, az O. luoquanensist és az O. maoianust. Ezek az utolsó kivételével a lelőhelyeik után kapták nevüket.
A legkisebb faj a körülbelül 11 méter hosszú O. fuxiensis. Az O. tianfuensis nyaka volt a leghosszabb, elérte a 9,1 méteres hosszúságot. A Mamenchisaurus ennél is hosszabb nyakkal rendelkezett. Abban a csontmederben, amelyben az Omeisaurust felfedezték, rábukkantak egy csontbuzogányra is, amiről azt feltételezték, hogy ehhez a nemhez tartozik, de jelenleg úgy vélik, hogy a Shunosaurus egy nagyobb példányáé.
Az Omeisaurus felállított csontvázait a Szecsuan tartománybeli Cekung (Zigong) Dinoszaurusz-múzeumban és a Csungcsing (Chongqing) közelében levő Pejpej (Beipei) Múzeumban is kiállították.

## Osztályozás
Egy alkalommal a régóta szemétkosár-taxonnak számító Cetiosauridae család tagjaként sorolták be. A O. fuxiensis fajt néha összetévesztik a Zigongosaurusszal, bár az azonos fajnevek ellenére mindkettő más leletanyagon alapul.
Az Omeisaurus a jelenlegi ismeretek szerint az Omeisauridae, a Mamenchisauridae vagy az Euhelopodidae család tagja lehet. Az omeisauridák, illetve a mamenchisauridák közé való besorolás alapjául a Mamenchisaurusszal és más nemekkel való általános összekapcsolás szolgál. Az Omeisaurus azonban több, a mamenchisauridák közé nem tartozó, euhelopodidaként besorolt kínai eusauropodához is hasonlít.

## Fordítás
Ez a szócikk részben vagy egészben az Omeisaurus című angol Wikipédia-szócikk ezen változatának fordításán alapul.  Az eredeti cikk szerkesztőit annak laptörténete sorolja fel. Ez a jelzés csupán a megfogalmazás eredetét és a szerzői jogokat jelzi, nem szolgál a cikkben szereplő információk forrásmegjelöléseként.